# Nathan Kaplan
" Kid Dropper " Nathan Caplin o Kaplan (3 de agosto de 1891 - 28 de agosto de 1923), también conocido como Jack the Dropper, fue un gángster estadounidense que controló la extorsión y el crimen organizado laboral en la ciudad de Nueva York durante el breve período posterior a la Primera Guerra Mundial hasta los primeros años de la Ley Seca, al inicio de la década de 1920.

## Biografía
Nathan Caplin fue uno de los siete hijos de Joseph Caplin. Nació en el Lower East Side de Nueva York el 3 de agosto de 1891. Sus padres eran inmigrantes judíos procedentes del Imperio ruso. Más tarde, Caplin modificaría su apellido a Kaplan para proteger a su propia familia y confundir a la policía. Su madre murió cuando él aún era joven. Kaplan comenzó a cometer pequeños robos a temprana edad y luego se convirtió en un hábil carterista y timador. De ahí su apodo de "Kid Dropper". Fue detenido por primera vez a los 17 años, en febrero de 1908, acusado de robo, y recibió una sentencia suspendida. Un año después, otro juez volvió a imponer a Kaplan una pena suspendida por ocultar un arma. Como muchos otros jóvenes delincuentes de esta época, Dropper pronto se unió a una pandilla callejera. En su caso se trataba de la poderosa Five Points Gang liderada por Paul Kelly. Esto contrastaba con muchos de sus compañeros judíos del East Side que se unieron predominantemente a la pandilla rival de la Five Points, la Eastman Gang, liderada por Monk Eastman. La banda Five Points estaba formada principalmente por miembros italianos, pero también había algunos irlandeses y judíos. 
Un miembro de la Five Points Gang con el que Dropper tendría fuertes disputas en los años siguientes fue Johnny Spanish. Spanish y Kaplan comenzaron como amigos y socios. A finales de la década de 1900 o principios de la de 1910, tanto Dropper como Spanish habían formado sus propias pequeñas bandas. Las dos bandas estuvieron aliadas por un tiempo antes de que se desarrollara una amarga rivalidad personal entre Dropper y Johnny Spanish que culminó en una dura pelea por una mujer, Beatrice Konsant, de 19 años. La disputa con Spanish duró hasta el arresto de Dropper al año siguiente por robo, por el que fue sentenciado a siete años en la prisión de Sing Sing. 
Tras su liberación en 1918, Kaplan se involucró en "luchas laborales", proporcionando músculo a ambos lados en las huelgas comunes en Nueva York en esa época. Kaplan llenó rápidamente el vacío dejado por "Dopey" Benny Fein y Joe "The Greaser" Rosenzweig como consecuencia de las batallas intestinas entre esos hampones. Organizó a antiguos miembros de Five Points, incluido Johnny Spanish. Otra pandilla de "golpeadores" judíos liderada por Jacob "Little Augie" Orgen, surgió siguiendo su estela.
Kaplan y Spanish, temporalmente reconciliados, pronto comenzaron a pelearse de nuevo y finalmente Spanish se separó de la pandilla de Kaplan, formando su propia pandilla y comenzó una violenta guerra entre ambos; las peleas callejeras, particularmente en el distrito textil, continuaron hasta que Johnny Spanish fue asesinado mientras salía de un restaurante de Manhattan por tres hombres, probablemente entre ellos Kaplan, el 29 de julio de 1919. Poco después, Little Augie fue a prisión y su pandilla estuvo a punto de disolverse, sin líder. Así, tras la muerte de Spanish y el encarcelamiento de Orgen, Kaplan controlaba todas las operaciones de "golpeo laboral" en Nueva York. Si bien Kaplan trabajó principalmente para sindicatos, ocasionalmente brindó servicios a empleadores. 
Sin embargo, a principios de 1923, Kaplan comenzó a enfrentarse a una competencia cada vez mayor por parte de sus rivales. Jacob "Little Augie" Orgen acababa de salir de prisión y había reunido a su pandilla. Entre sus hombres se destacaron Jack "Legs" Diamond, Louis "Lepke" Buchalter y Gurrah Shapiro. Kaplan y Orgen pronto comenzaron a pelearse por la "protección" de los trabajadores de lavandería en violentos tiroteos. En uno de esos altercados, Jacob Gurrah Shapiro fue disparado personalmente por Kaplan con su arma. Little Augie aprovechó esta oportunidad y llevó a Shapiro a la policía para presentar cargos.
El 28 de agosto de 1923, Kaplan fue arrestado por portar un arma oculta y procesado ante el Tribunal de Essex Market. La noticia del arresto atrajo a una gran multitud de periodistas y transeúntes curiosos. Mientras Kaplan era trasladado a otro tribunal, conducido por una escolta policial, su joven esposa Irene le dijo: "Jack, has ganado todos los demás casos y ganarás este en la zona alta" pero fue asesinado a tiros por el pistolero de Orgen, Louis Kerzner, justo después de que entrara en el taxi que lo esperaba.  Orgen obtuvo el control de las operaciones de Kaplan hasta su propia muerte violenta en octubre de 1927, posiblemente a manos de Buchalter y Shapiro.